# マドレーヌ・ド・フランス (ビアナ公妃)
マドレーヌ・ド・フランス（Madeleine de France）またはマドレーヌ・ド・ヴァロワ（Madeleine de Valois, 1443年12月1日 - 1495年1月21日）は、フランス王シャルル7世と王妃マリー・ダンジューの娘。

## 生涯
フランス中部のトゥールで生まれる。若くしてハプスブルク家当主を継いだボヘミアとハンガリーの王およびオーストリア公であるラディスラウスと婚約したが、ラディスラウスは1457年に白血病で早世した。その後、1461年にフォワ伯ガストン4世とナバラ王女レオノールの長男ビアナ公ガストンと結婚した。2人の間には1男1女が生まれた。
- フランソワ（1466年 - 1483年） - ナバラ王
- カトリーヌ（1468年 - 1518年） - ナバラ女王

夫ビアナ公は1470年に死去し、義父ガストン4世は1472年に死去した。1479年にはアラゴンとナバラの王であったレオノールの父フアン2世が死去し、ナバラ王位を継いだレオノールもわずか3週間余りで死去した。マドレーヌの息子フランソワは祖父の死後にフォワ伯を、祖母の死後にナバラ王を継承することになったが、若年のためマドレーヌが摂政となった。しかしフランソワも1483年に早世し、その妹カトリーヌが継承者となったため、マドレーヌは引き続き1494年まで摂政を務めた。その間、亡夫の弟ナルボンヌ子爵ジャン・ド・フォワ（アラゴン王妃ジェルメーヌとフランスの将軍ヌムール公ガストンの父）が継承権を主張した。
1494年、マドレーヌはナバラの獲得を狙うアラゴン王フェルナンド2世（レオノールの異母弟）の人質となり、翌1495年にパンプローナで死去した。マドレーヌの死はナバラにおける新たな争乱の火種となった。